# Коллио, Симоне
Симоне Коллио (итал. Simone Collio; род. 27 декабря 1979, Чернуско-суль-Навильо, Ломбардия) — итальянский легкоатлет, специалист по бегу на короткие дистанции. Выступал на профессиональном уровне в 1997—2014 годах, обладатель серебряной медали чемпионата Европы, двукратный чемпион Средиземноморских игр, многократный победитель и призёр первенств национального значения, участник трёх летних Олимпийских игр.

## Биография
Симоне Коллио родился 27 декабря 1979 года в Чернуско-суль-Навильо, Ломбардия.
Дебютировал на международном уровне в сезоне 1997 года, когда вошёл в состав итальянской сборной и выступил в эстафете 4 × 100 метров на юниорском европейском первенстве в Любляне.
В 2001 году на молодёжном европейском первенстве в Амстердаме занял пятое место в беге на 100 метров, тогда как в эстафете 4 × 100 метров их команда не финишировала.
В 2003 году в беге на 60 метров дошёл до полуфинала на чемпионате мира в помещении в Бирмингеме. В эстафете 4 × 100 метров одержал победу на Кубке Европы во Флоренции, выступил на чемпионате мира в Париже.
В 2004 году в 60-метровой дисциплине стал чемпионом Италии, финишировал вторым на Кубке Европы в помещении в Лейпциге и седьмым на чемпионате мира в помещении в Будапеште. Также в этом сезоне впервые выиграл чемпионат Италии в беге на 100 метров, завоевал серебряную награду на международном турнире DN Galan в Стокгольме. Благодаря череде удачных выступлений удостоился права защищать честь страны на летних Олимпийских играх в Афинах — в дисциплине 100 метров дошёл до четвертьфинала, в то время как в эстафете 4 × 100 метров не смог пройти дальше предварительного отборочного этапа.
В 2005 году в беге на 60 метров выиграл серебряную медаль на международном турнире «Русская зима» в Москве, занял пятое место на чемпионате Европы в помещении в Мадриде. Позднее стал третьим в 100-метровом беге и вторым в эстафете на Кубке Европы во Флоренции, бежал 100 метров и эстафету 4 × 100 метров на чемпионате мира в Хельсинки.
В 2007 году на Всемирных военных играх в Хайдарабаде выиграл серебряную и золотую медали в беге на 100 метров и в эстафете 4 × 100 метров соответственно. В тех же дисциплинах стартовал на чемпионате мира в Осаке.
В 2008 году дошёл до полуфинала на чемпионате мира в помещении в Валенсии, был третьим в эстафете на Кубке Европы в Анси. На Олимпийских играх в Пекине остановился в четвертьфинале 100-метровой дисциплины, тогда как в эстафете 4 × 100 метров их команда была дисквалифицирована.
В 2009 году бежал 60 метров на чемпионате Европы в помещении в Турине, в эстафете одержал победу на командном чемпионате Европы в Лейрии и на Средиземноморских играх в Пескаре, стал шестым на чемпионате мира в Берлине.
В 2010 году выиграл эстафету на командном чемпионате Европы в Бергене. На чемпионате Европы в Барселоне занял восьмое место в индивидуальном беге на 100 метров и завоевал серебряную медаль в эстафете 4 × 100 метров.
На чемпионате мира 2011 года в Тэгу вместе с соотечественниками показал в эстафете пятый результат.
В 2012 году дошёл до полуфинала в беге на 60 метров на чемпионате мира в помещении в Стамбуле и до финала в беге на 100 метров на чемпионате Европы в Хельсинки. Принимал участие в Олимпийских играх в Лондоне — в программе эстафеты 4 × 100 метров не смог пройти дальше предварительного квалификационного этапа.
В 2013 году бежал 60 метров на чемпионате Европы в помещении в Гётеборге, завоевал золото в эстафете 4 × 100 метров на Средиземноморских играх в Мерсине.
Завершил спортивную карьеру по окончании сезона 2014 года.
Женат на болгарской бегунье Ивет Лаловой-Коллио.